# カイト (BONNIE PINKの曲)
「カイト」は、CDシングルとしてはBONNIE PINKの26枚目のシングル。2010年9月22日発売。発売元はワーナーミュージック・ジャパン。CDコードは初回限定盤がWPZL-30227/8、通常盤がWPCL-10874。

## 概要
- 前作のマキシシングル「Joy/Happy Ending」から約1年6か月ぶりのリリース（配信限定シングル「Is This Love?」からは4か月ぶり）で、アルバム『Dear Diary』の先行シングルでもある。
- デビュー15周年を記念する「BONNIE PINK 15周年企画リレー式ショートムービー『フラレラ』」主題歌。
- トーレ・ヨハンソンのプロデュースとしては｢So Wonderful｣以来、5年ぶりのプロデュースとなった。
- 初回限定盤は「Morning Glory」、「Is This Love?」の2曲のPVの映像が収録されたDVDが付属。
- 初回プレス盤の購入特典として2010年11月2日～12月3日に行われる『BONNIE PINK TOUR 2010 "Dear Diary" 』のチケット先行予約特設ページにアクセスできるIDとパスワードを得ることができた。
- アルバム『Dear Diary』とダブル購入特典として、本人直筆サイン入りのアナログ盤が抽選で150人にプレゼントされる応募券付。
- ジャケット・デザインとPVのディレクターは重松淳也が担当している。
- iTunes Storeからデジタル・シングルが9月15日より先行販売された。

## 収録曲

### CD
（全作詞・作曲：BONNIE PINK）
1. カイト （4:11）
（編曲：Tore Johansson）
  - ワーナーミュージック・ジャパン配給映画『フラレラ』主題歌
2. Busy-Busy-Bee （3:35）
（編曲：Burning Chicken）
3. カイト（Instrumental）
4. Busy-Busy-Bee（Instrumental）

### DVD
- MUSIC CLIP

1. 「Morning Glory」
（ディレクター：重松淳也）
2. 「Is This Love?」
（ディレクター：松本剛）

## 収録アルバム
- 『Dear Diary』（1.）
- アルバム未収録（2.）